# Lluís Jaume Vallespir
Fray Lluís Jaume y Vallespir (San Juan, Mallorca, 17 de octubre de 1740-San Diego, California, 5 de noviembre de 1775) fue un religioso mallorquín. 

## Primeros años

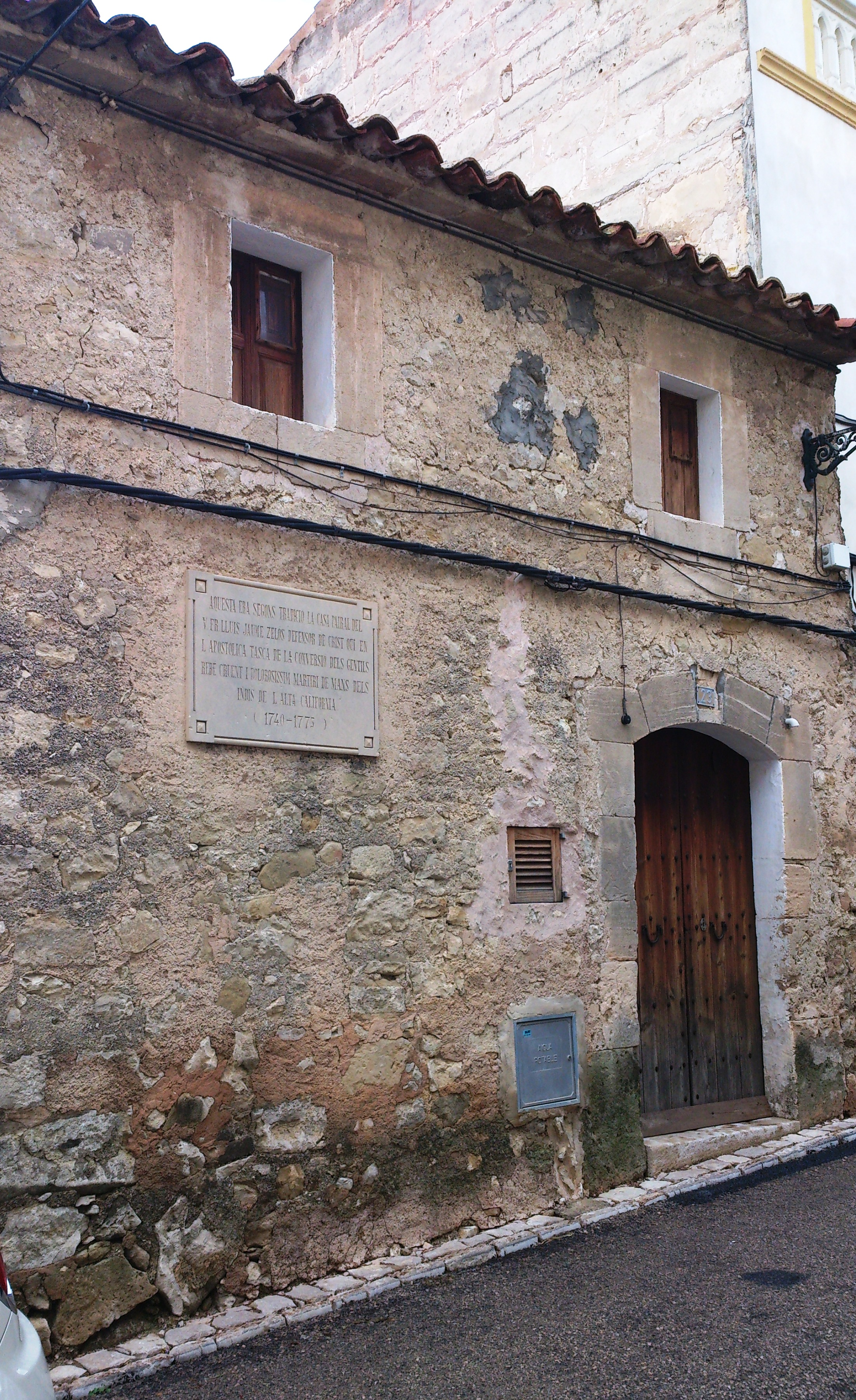
Casa natal de Jaume, en San Juan.

Nació en la masía de Son Baró, en el término de San Juan, el 17 de octubre de 1740, con el nombre de Melcion (Melchor) Jaume Vallespir. Era hijo de dos campesinos: Melcion Jaume y Morro, natural de Selva, y Margalida Vallespir y Sabater, de la parroquia de Santa Cruz, de Palma. Recibió su primera educación formal por el párroco local de su villa. Se inscribió en el Convento de San Bernadino de Petra a los 15 años, donde prosiguió con sus estudios religiosos . Ingresó en la orden de los franciscanos el 27 de septiembre de 1760, e hizo voto solemne el 29 de septiembre de 1761. Finalmente el 22 de diciembre de 1764 fue ordenado presbítero después de realizar estudios en el Convento de San Francisco de Palma . Fue lector (profesor) de filosofía en el Convento de San Francisco de 1765 a 1770. Se ofreció como misionero y embarcó en Palma el 5 de marzo de 1769 con destino al Colegio Apostólico de San Fernando, en México, deseando colaborar en la misión de cristianización de los indígenas de la Alta California, iniciada por San Junípero Serra el 13 de abril de 1749. Los viajeros llegaron a su destino a principios de 1770.

## Vida en América
La misión a la que fue destinado fue la Misión de San Diego de Alcalá, en San Diego, California, Estados Unidos, cuya fecha de fundación fue el 16 de julio de 1769, por Junípero Serra. A su llegada, Lluís y los demás franciscanos junto con el padre Serra formaron parte de la expedición del militar Gaspar de Portolá y sus tropas, quienes exploraban la Bahía de San Diego. Los frailes fueron intentando evangelizar a los locales mientras los hombres de Portolá seguían avanzando en los territorios de Alta California.
Esta caminata, realizada a pie, causó muchas bajas, tanto en el cuerpo militar como en el grupo de religiosos.
Gaspar de Portolá siguió hacia el norte y los religiosos se instalaron finalmente en San Diego, donde empezaron las tareas de cristianización.
Fray Lluís Jaume empezó a aprender el idioma de los indígenas, el que los españoles denominaban como "dieguino" (posiblemente kumiai) y cuando hubo conseguido hablarlo con fluidez escribió un catecismo en la lengua de los indígenas.
El padre Jaume fue uno de los que al ver la falta de recursos que había en el área de la misión solicitó trasladar su ubicación. El nuevo asentamiento se ubicó cerca del territorio actual de Presidio Hill, en San Francisco. Allí, Jaume creó huertos en tierras baldías para abastecer de alimento a la población y fundó grupos de catequistas y de cantores de canto gregoriano.

## Muerte
La noche del 4 al 5 de noviembre de 1775, unos 600 indios saquearon la capilla y prendieron fuego a los otros edificios de la misión. Fray Lluís, en vez de refugiarse con los otros frailes, se dirigió a ellos y les saludó diciendo: «Hijos, Amar a Dios ». Los indios le desnudaron, le arrojaron unas 18 flechas y le aplastaron la cara con garrotes y piedras. Cuando Fray Junípero Serra se enteró exclamó: « Gracias a Dios, ya se regó aquella tierra; ahora sí que se conseguirá la reducción de los dieguinos ». 
Al ser asesinado brutalmente, Fray Lluís Jaume se considera el primer mártir católico de la Alta California. Es uno de los personajes religiosos más populares y conocidos de las Islas Baleares.
Su sepultura actual se localiza en la Iglesia de la Misión de San Diego de Alcalá, en San Diego.

## Reconocimientos
El 6 de septiembre de 1786, el Ayuntamiento de Palma le proclamó hijo ilustre de la ciudad. Casi dos siglos después, el Ayuntamiento de San Juan lo proclamó hijo predilecto de la villa, en 1975. Se colocó una placa conmemorativa en la fachada de su casa natal y sobre el Centro Católico de San Juan, edificado en 1922, se erigió una escultura en su honor, obra de Tomás Vila.